# Trigonogenius curius
Trigonogenius curius is een keversoort uit de familie klopkevers (Ptinidae). De wetenschappelijke naam van de soort werd in 1946 gepubliceerd door Maurice Pic.